# 錫盧里亞 (阿拉巴馬州)
錫盧里亞（英語：Siluria）是一個位於美國阿拉巴馬州謝爾比縣的非建制地區。該地的面積和人口皆未知。

## 地理
錫盧里亞的座標為33°13′45″N 86°49′30″W / 33.22917°N 86.82500°W，而該地的平均海拔高度為150米（即492英尺）。